# Nicolae Carandino
Nicolae Carandino, né le 19 juillet 1905 et mort le 16 février 1996) est un journaliste, pamphlétaire, traducteur, dramaturge, et homme politique roumain. Démocrate, opposant à l'extrême droite comme au régime communiste, il fut une figure importante de la vie culturelle et politique roumaine au XXe siècle.

## Formation
Né à Brăila, au sein d'une famille d'origine grecque, il fit de brillantes études de droit à l'Université de Bucarest (1923-1926) avant de s'inscrire en doctorat à l'Université de Paris. Ces trois années en France furent l'occasion de rencontrer celle qui deviendra sa femme : l'actrice Lilly Carandino.
Revenu en Roumanie, il devint rédacteur en chef de Facla (une publication de gauche fondée par N. D. Cocea qui représenta sous sa direction un des foyers les plus actifs de l'opposition démocratique anticommuniste), et collaborateur de nombreuses autres revues, dont Credinţa, Reporter, Azi, Floarea de Foc. Il fut alors, de 1938 à 1944, vice-président du Syndicat des journalistes.

## Vie publique

### Opposant à l'extrême droite
Dramaturge connu et de sensibilité démocrate, il fut nommé au cours de la Seconde Guerre mondiale, à la suite de l'échec de la tentative de coup d'État de la Légion (extrême droite) en 1941, directeur du Théâtre national de Bucarest, en lieu et place de Haig Acterian (en) compromis avec le mouvement légionnaire. Mais très vite, dès 1942, son opposition au régime autoritaire que mit en place Ion Antonescu le fit emprisonner au camp pénitentiaire de Târgu Jiu.
Sorti de prison après la destitution d'Antonescu et le retour de la Roumanie dans le camp allié, il devint membre du Parti national paysan, et fut de 1944 à 1947, le rédacteur en chef de son journal, Dreptatea (Justice). C'est à ce poste qu'il devint l'un des principaux journalistes de combat qui menèrent la lutte pour le maintien d'un régime démocratique malgré les pressions de l'occupant soviétique.

### Opposant au régime communiste
Les élections législatives roumaines de 1946, largement entachées de fraudes et d'intimidations, dans un pays entièrement occupé par les troupes soviétiques, virent la victoire du Parti Communiste et entraînèrent le Parti national paysan dans un conflit ouvert avec les nouvelles autorités staliniennes. Carandino fut alors l'un des quatre chefs désignés par le leader Iuliu Maniu pour créer un noyau de résistance anticommuniste crédible et compétent hors de Roumanie, en prévision d'un éventuel coup d’État communiste.
L'échec de cette tentative maladroite, qui servit finalement d'argument au Parti Communiste pour accuser ses adversaires d'être des agents de l'étranger (affaire Tămădău (en)), permit au pouvoir communiste de mettre en accusation et d'emprisonner l'intégralité de la direction du Parti paysan. Le 30 décembre 1947, la prise de pouvoir du Parti Communiste était achevée par l'abdication forcée du roi Michel et la proclamation de la République populaire de Roumanie, fermement ancrée dans le bloc de l'Est.

### Une vie sous surveillance
Carandino, seul survivant des dirigeants jugés lors du procès Maniu, fut condamné à six ans de travaux forcés et deux ans de pertes des droits civiques, ainsi qu'à la confiscation de ses biens. Témoin des derniers jours de Iuliu Maniu, il recueillit dans ses mémoires Nuits blanches et jours noirs le testament politique du leader du Parti paysan.
Condamné pour 6 ans, il fut en fait détenu 9 ans. Et ce n'est qu'après 19 années de silence qu'il reprit peu à peu sa place dans la vie culturelle roumaine où, sous surveillance de la Securitate, il dut toutefois se contenter de traductions et de chroniques théâtrales.

## Après 1989
Ce n'est que quand la Révolution roumaine de 1989 renversa le régime communiste qu'il put reprendre ses activités politiques, nommé directeur honoraire du nouveau journal Dreptatea quand ce dernier put reparaître en 1990, et membre honoraire du nouveau Parti national paysan chrétien-démocrate dont il était un des derniers cadres survivants.
Il fut dans ses dernières années un éditorialiste écouté, critique du faible engagement démocratique de la jeunesse post-communiste.
Il mourut à l’hôpital Saint Sava à Bucarest et fut enterré au cimetière Străulești, après des obsèques à l'église Boteanu, le 21 février 1996.

### Anecdote
Après 1989, Carandino répondit ainsi à un jeune homme qui reprochait à sa génération de ne pas suffisamment aider les jeunes : 
« Je peux aider quelqu'un, mais pas le remplacer. Je suis un vieil homme approchant de la fin du chemin de la vie. Quand je me retourne et que je regarde la route que j'ai empruntée et qui est désormais devant moi si brève, je me demande pourquoi je ne vois personne suivre le chemin que j'ai pris. Où sont ils donc passés, ceux qui devaient construire l'avenir ? »